# New Richmond (Québec)
New Richmond è un comune del Canada, situato nella provincia del Québec, nella regione di Gaspésie-Îles-de-la-Madeleine.